# Палмитал (Парана)
Палмитал (порт. Palmital)  —  муниципалитет в Бразилии, входит в штат Парана. Составная часть мезорегиона Юго-центральная часть штата Парана. Входит в экономико-статистический  микрорегион Питанга. Население составляет 16 540 человек на 2006 год. Занимает площадь 815,893 км². Плотность населения — 20,3 чел./км².

## Статистика
- Валовой внутренний продукт на 2003 год составляет 65 949 230,00 реалов (данные: Бразильский институт географии и статистики).
- Валовой внутренний продукт на душу населения на 2003 год составляет 3933,75 реалов (данные: Бразильский институт географии и статистики).
- Индекс развития человеческого потенциала на 2000 год составляет 0,670 (данные: Программа развития ООН).